# Celtis tenuifolia
Celtis tenuifolia là một loài thực vật có hoa trong họ Cannabaceae. Loài này được Nutt. mô tả khoa học đầu tiên năm 1818.